# Frederick B. Dent
Frederick Baily Dent, född 17 augusti 1922 i Cape May, New Jersey, död 10 december 2019 i Spartanburg, South Carolina, var en amerikansk affärsman och republikansk politiker. Han tjänstgjorde som USA:s handelsminister 1973-1975. Han var därefter USA:s handelsrepresentant 1975-1977.
Dent utexaminerades 1943 från Yale University och deltog i andra världskriget i USA:s flotta. Han gjorde sin karriär inom affärslivet i South Carolina. Richard Nixon utnämnde honom 1973 till handelsminister. Han efterträddes 1975 av Rogers Morton. Han tjänstgjorde sedan som handelrepresentant fram till slutet av Gerald Fords mandatperiod som president och efterträddes av Robert Schwarz Strauss.